# Shori Hamada
Shori Hamada (japonès: 濵田尚里)  (Kirishima (Kagoshima), Japó, 25 de setembre de 1990) és una judoka japonesa que competeix en la categoria de pes semi pesat (actualment -78 Kg). Ha participat en 1 Olimpíada, guanyant la medalla d'or en la prova individual de -78Kg i la medalla de plata en la prova d'equips mixt, en els Jocs Olímpics de Tòquio 2020. A més ha guanyat 2 medalles (1 d'or) en els Campionats del Món i 1 medalla d'or en els Campionats d'Àsia.
A part és membre i té el rang de Capitana de la Força Terrestre d'Autodefensa del Japó.

## Trajectòria professional
| Jocs Olímpics     | Jocs Olímpics | Jocs Olímpics | Jocs Olímpics |
| Any               | Seu           | Posició       | Categoria     |
| ----------------- | ------------- | ------------- | ------------- |
| 2020              | Tòquio        | 1             | -78 Kg        |
| 2020              | Tòquio        | 2             | Equips mixt   |
| Campionat del Món |               |               |               |
| 2018              | Bakú          | 1             | -78 Kg        |
| 2019              | Tòquio        | 2             | -78 Kg        |
| 2022              | Taixkent      | 5a posició    | -78 Kg        |
| 2023              | Doha          | 5a posició    | -78 Kg        |
| 2024              | Abu Dhabi     | 1/8 final     | -78 Kg        |
| Campionat d'Àsia  |               |               |               |
| 2017              | Hong Kong     | 1             | -78 Kg        |